# Mehdi Sharifi
Mehdi Sharifi (en persa: مهدی شریفی; Var Posht, Irán, 16 de agosto de 1992) es un futbolista iraní. Se desempeña como delantero en el Paykan FC de la Iran Pro League.

## Selección nacional
Ha sido internacional con la selección de fútbol de Irán en 4 ocasiones.

## Clubes
| Club                       | País       | Año       |
| -------------------------- | ---------- | --------- |
| Sepahan FC                 | Irán       | 2012-2018 |
| → Tractor Sazi FC (cedido) | Irán       | 2016-2017 |
| Persépolis FC              | Irán       | 2018-2019 |
| Sumgayit FK                | Azerbaiyán | 2019-2020 |
| Paykan FC                  | Irán       | 2020-     |

## Palmarés

### Campeonatos nacionales
| Título            | Club          | País | Año  |
| ----------------- | ------------- | ---- | ---- |
| Copa Hazfi        | Sepahan FC    | Irán | 2013 |
| Iran Pro League   | Sepahan FC    | Irán | 2015 |
| Iran Pro League   | Persépolis FC | Irán | 2019 |
| Copa Hazfi        | Persépolis FC | Irán | 2019 |
| Supercopa de Irán | Persépolis FC | Irán | 2019 |

### Distinciones individuales
| Distinción                                     | Año  |
| ---------------------------------------------- | ---- |
| Parte del equipo del año de la Iran Pro League | 2015 |
| Máximo goleador de la Copa Hazfi               | 2018 |